# Афатли
Афатли́ (азерб. Əfətli) — село в Агдамском районе Азербайджана.

## Этимология
Название происходит от небольшого племени Аватлы. С 1929 по 1954 г.г. село носило название "Машадиляр" (переводится "паломники").

## История
Первые упоминания села датированы концом XIX века.
Село Афатлу в 1913 году согласно административно-территориальному делению Елизаветпольской губернии относилось к Афатлинскому сельскому обществу Шушинского уезда.
В 1926 году согласно административно-территориальному делению Азербайджанской ССР село относилось к дайре Каркар Агдамского уезда.
После реформы административного деления и упразднения уездов в 1929 году был образован Мешадилярский сельсовет в Агдамском районе Азербайджанской ССР.
Указом Президиума Верховного Совета Азербайджанской ССР от 30 июня 1954 года, селу Мешадиляр дано новое название Афатли.
Согласно административному делению 1961 и 1977 года село Афатли входило в Афатлинский сельсовет Агдамского района Азербайджанской ССР.
В 1999 году в Азербайджане была проведена административная реформа и был учрежден Афатлинский муниципалитет Агдамского района.

## География
Неподалёку от села протекает река Каркарчай.
Село находится в 15 км от райцентра Агдам, в 23 км от временного райцентра Кузанлы и в 350 км от Баку. Ближайшая ж/д станция — Кочерли.
Высота села над уровнем моря — 252 м.
До осени 2020 года находилось на линии соприкосновения азербайджанской армии и вооруженных сил непризнанной НКР и периодически обстреливалось армянами.

## Население
| Численность населения | Численность населения | Численность населения |
| 1893                  | 1979                  | 1999                  |
| --------------------- | --------------------- | --------------------- |
| 745                   | ↘410                  | ↗2322                 |

## Климат
В селе холодный семиаридный климат.

## Инфраструктура
В 2015 году для нужд хозяйства было вырыто 20 субартезианских колодцев в Агдамском районе, в том числе и в Афатли.
В селе расположены почтовое отделение, мечеть и средняя школа.